# Kościół św. Franciszka Ksawerego w Arendal
Kościół św. Franciszka Ksawerego w Arendal – rzymskokatolicki kościół parafialny w Norwegii, w Arendal, w diecezji Oslo.

## Rys historyczny
Parafia w Arendal została założona w 1911 roku. Funkcję pierwszego proboszcza pełnił Karl Kjelstrup (1874–1946). Kościół murowany został wybudowany w miejscu wcześniejszego drewnianego w 1953 i konsekrowany 24 stycznia 1954 roku. W 2010 został powiększony i wyremontowany. W świątyni jest obecnie ok. 180 miejsc siedzących oraz winda dla osób z niepełnosprawnością. Kościół został ponownie konsekrowany 3 stycznia 2011 roku.
W 1911 przy kościele powstał szpital, który funkcjonował do 1994 roku. Prowadziły go zakonnice – Siostry św. Franciszka Ksawerego z Norwegii (St. Franciskus Xaveriussöstrene), które wyjechały z Arendal już na zawsze w 1996 roku. 
W 2018 na chórze w świątyni stanęły nowe organy cyfrowe firmy Kisselbach z Niemiec.
Od 1913 roku istnieje przy kościele katolicka szkoła św. Franciszka (od 1–10 klasy) i przedszkole.

## Msze w języku polskim
- Piątek: godz. 18.30[8]
- Niedziela: godz. 13.30[8]